# Taras Zawijski
Taras Mychajłowycz Zawijski, ukr. Тарас Михайлович Завійський (ur. 12 kwietnia 1995 we Lwowie) – ukraiński piłkarz, grający na pozycji napastnika.

## Kariera piłkarska

### Kariera klubowa
Wychowanek Szkoły Sportowej Karpaty Lwów, barwy której bronił w juniorskich mistrzostwach Ukrainy (DJuFL). 2 marca 2013 rozpoczął karierę piłkarską w drużynie młodzieżowej Karpat Lwów, a 15 marca 2013 debiutował w podstawowej jedenastce klubu. Na początku marca 2018 został wypożyczony do FK Lwów. We wrześniu 2018 wyjechał do Niemiec, gdzie został piłkarzem SV Buchonia Flieden. 26 lipca 2019 przeszedł do Olimpiku Donieck.

### Kariera reprezentacyjna
W 2011 debiutował w juniorskiej reprezentacji U-17. Potem bronił barw reprezentacji U-19. W 2019 występował w studenckiej reprezentacji Ukrainy.